# Karen Kopins
Karen Kopins est une actrice américaine née le 10 octobre 1958.

## Biographie
Karen Kopins est élue Miss Connecticut 1977, après avoir été élue Miss Ridgefield. Elle est diplômée de Marymount College de Tarrytown, avant son déménagement en Californie pour poursuivre une carrière d'actrice.

## Filmographie
- 1984: K 2000 - Saison 3 Épisode 9 - Danse mania : Cindy Morgan
- 1985 : Fast Forward (en) : Susan Granger
- 1985 : Creator : Lucy
- 1985 : Vampire Forever (Once Bitten) : Robin Pierce
- 1986 : Jake Speed : Margaret Winston
- 1988 : Poursuite en Arizona (The Tracker) (TV) : Sarah Bolton
- 1988 : Circus (TV) : Jennifer
- 1978 : Dallas (série TV) : Kay Lloyd (1988-1989)
- 1987 : L'Agence Tous Risques : Saison 5 Episode 11 - Lame de fond (The Spy Who Mugged Me) (TV) : Dominique Conré
- 1989 : Perry Mason: The Case of the Lethal Lesson (TV) : Kimberly McDonald
- 1989 : Troop Beverly Hills de Jeff Kanew : Lisa
- 1990 : Archie: To Riverdale and Back Again (TV) : Veronica Lodge
- 1992 : Amazing Stories: Book One (vidéo) : Dr Liz Baxter (segment "The Mission")
- 1994 : Lady In Waiting : Fiona Richards